# Lilián Galán
Lilián Raquel Galán Pérez (Montevideo, 23 de septiembre de 1961) es una profesora y política uruguaya perteneciente al Movimiento de Participación Popular (MPP), sector integrante del Frente Amplio. 
Profesora de historia con trayectoria docente y militante desde 1983, en las elecciones nacionales del 26 de octubre de 2014 fue elegida para ejercer la titularidad de una banca en la Cámara de Representantes en la legislatura que se instaló el 15 de febrero de 2015, y reelecta para la misma Cámara para el período 2015-2020.

## Biografía
Es profesora de historia egresada del Instituto de Profesores Artigas (IPA) y se especializó en Historia Económica realizando una maestría en la Facultad de Ciencias Sociales de la Universidad de la República. Ejerció la docencia entre 1983 y 2006. Realizó y participó en diversos trabajos de investigación relacionados con su formación académica y su profesión. Desempeñó cargos de Subdirección en Educación Secundaria e integró la Asamblea Técnico Docente de esa rama de la enseñanza. También escribió y participó en varias publicaciones sobre temas de educación, economía y desarrollo. Cumple tareas de asesoramiento en temas económicos a la bancada parlamentaria del Espacio 609 del Frente Amplio.

## Militancia social y política
Hacia el final de su carrera como estudiante de historia, en 1983 se incorporó a la militancia contra la dictadura cívico militar (1973-1985) en el gremio estudiantil del IPA, que entonces se reactivaba en el marco de una creciente movilización de las organizaciones sociales que habían sido ilegalizadas y perseguidas por el régimen de facto. Luego se sumó a la militancia política clandestina en el Frente Amplio. Forma parte del MPP desde la fundación de la organización en 1989 y ha integrado la dirección de la Federación Nacional de Profesores de Educación Secundaria (FENAPES).
Desde 2006 integra el equipo de asesoramiento económico de la bancada legislativa del frenteamplista Espacio 609. Fue miembro titular del Comité Ejecutivo del MPP en Montevideo, y actualmente integra la Dirección Nacional del mismo movimiento. En los comicios del 26 de octubre de 2014 fue elegida diputada del Espacio 609 – Frente Amplio por el departamento de Montevideo para la legislatura 2015-2020.
En las elecciones nacionales del 27 de octubre de 2019, resultó reelecta diputada por Montevideo por el periodo, 2020-2024.
Durante la legislatura 2015-2019 integró las Comisiones de Hacienda, presidiendo la misma durante 2018, convirtiéndose así en la primera mujer en ocupar dicho cargo, en la historia del Parlamento uruguayo y la Comisión Especial de Cooperativismo.
Promovió diversas iniciativas legislativas, entre las cuales se destacan: una ley interpretativa que habilite la posibilidad de los uruguayos voten desde el exterior, un proyecto de ley que implante la Renta Básica Universal en nuestro país, así como una Ley de Compras Públicas, para la promoción de la Economía Social y Solidaria.
Durante el periodo 2015–2019 formó parte del Parlasur, integrando en este ámbito la Comisión de Asuntos Económicos.
En el periodo 2020-2024 pasó a integrar la Comisión de Presupuesto, la Comisión Especial de Futuros, y la Comisión Investigadora con el cometido de investigar la extensión y la justificación de licencias irregulares a los integrantes de la Federación Nacional de Profesores de Enseñanza Secundaria por parte del Consejo de Educación Secundario en el periodo 2015-2019